# Neptunomonas acidivorans
Espèce
Neptunomonas acidivorans est la sixième espèce décrite du genre de bactéries Neptunomonas de la famille Oceanospirillaceae de l'ordre Oceanospirillales. Ce sont des bactéries marines à Gram négatif de la classe des Gammaproteobacteria dans le phylum Pseudomonadota qui ont été isolées dans la mer Jaune en Corée du Sud.

## Historique
La souche MEBiC06243 a été isolée de sédiments prélevés au niveau de l'île Daebudo en mer Jaune dans les eaux sud coréennes. Après caractérisation, cette souche a été identifiée comme une nouvelle espèce de Neptunomonas et nommée Neptunomonas acidivorans. Le nouveau nom est validé par l'ICSP en février 2015 dans une publication de l'IJSEM.

## Taxonomie
Le nom correct complet (avec auteur) de ce taxon est Neptunomonas acidivorans Yang et al. 2014.

### Étymologie
L'étymologie du nom de l'espèce Neptunomonas acidovorans est la suivante : a.ci.di.vo’rans L. neut. adj. acidum, un acide; L. pres. part. vorans, mangeant, dévorant; N.L. part. adj. acidivorans, aimant l'acide,. 

### Phylogénie
Les analyses phylogénétiques ont été basées sur les comparaisons de séquences du gène ARNr 16S entre celle de la souche MEBiC06243 et celles des souches types de différentes espèces. Elles ont montré une similarité de 96,3 % avec l'espèce Neptunomonas naphthovorans,  96,1 % avec l'espèce Neptunomonas concharum, 95,9 % avec l'espèce Neptunomonas japonica, 95,4 % avec l'espèce Neptunomonas antarctica et 95,2 % avec l'espèce Neptunomonas qingdaonensis. L'arbre phylogénétique montre que la souche MEBiC06243 figure sur le même nœud que N. naphthovorans et forme un clade distinct avec cette espèce.

### Souche type
La souche type de cette espèce Neptunomonas acidovorans est la souche MEBiC06243 déposée dans diverses banques de cultures bactériennes sous les numéros JCM 18291 et KCCM 42975,.

## Description
Les bactéries de l'espèce Neptunomonas acidovorans sont des bacilles à Gram négatif anaérobies facultatifs et qui sont mobiles par l'intermédiaire d'un flagelle polaire ou subpolaire. Leurs dimensions sont de 0,6 µm à 0,8 µm de diamètre pour 1,2 µm à 1,6 µm de long. Sur milieu Marine agar, les colonies sont circulaires, convexes, opaques et butyreux de couleur beige et d'un diamètre de 0,5 mm à 2 mm au bout de deux jours d'incubation. La croissance est optimale à 29 °C et est possible de 10 °C à 39 °C. Ces bactéries ont besoin de NaCl pour leur croissance (entre 0 % et 7 % avec un optimum à 2,5 %). De même, elles peuvent croître à des pH entre 6 et 9,0 avec un optimum à 7,0.

### Tests biochimiques
Les tests biochimiques de l'espèce Neptunomonas acidovorans pour la catalase et la cytochrome oxydase sont positifs. Ces bactéries possèdent une arginine dihydrolase. Le test uréase est positif et elles sont capables d'hydrolyser l'esculine. Elles ne sont pas capables de réduire le nitrate en nitrite. Elles ne sont pas capables d'hydrolyser l'ADN sont négatifs, de même qu'elles n'hydrolysent pas la caséine et l'amidon et ne produisent pas d'indole. Les Neptunomonas acidivorans sont capables de fermenter le glucose,
le mannitol, le rhamnose, le mélibiose, l'amygdalin et l'arabinose. Elles sont capables d'assimilier le glucose, le mannitol, le gluconate, le malate et le citrate.
Les activités alcaline et acide phosphatases, leucine et valine arylamidases et naphthol-AS-BI-phosphohydrolase sont positives lors de l'utilisation du système API ZYM. Par contre, les activités estérase (C4), estérase lipase (C8), lipase (C14), cystine
arylamidase, trypsine, α-chymotrypsine, α-galactosidase, β-galactosidase, β-glucuronidase, α-glucosidase, N-acetyl-β-glucosaminidase, α-mannosidase et α-fucosidase sont négatives.
L'utilisation des tests API 50CHB révèle que ces bactéries peuvent produire des acides à partir de différents sucres (D-arabinose, L-arabinose, D-ribose, D-xylose, L-xylose, galactose, glucose, fructose, mannose, rhamnose, mannitol, cellobiose, lactose et D-arabitol).

### Acides gras
Le profil des acides gras cellulaires montre une majorité de C16:03-OH, C12:0, C>16:0, C18:1ω7c et possèdent aussi des C15:02-OH et/ou C16:1ω7c.

### GC%
Le contenu en bases nucléiques GC de l'espèce Neptunomonas acidivorans est de 41,4 %.

## Habitat
Les Neptunomonas acidivorans sont des bactéries marines et ont notamment été isolées en mer Jaune en Corée du Sud.